# Passage (biologie)
Pour les articles homonymes, voir Passage.
En culture cellulaire, le passage est le procédé de sous-culture de cellules animales. Il est en général fait pour produire un grand nombre de cellules à partir de cellules préexistantes.
En laboratoire, des cellules adhérentes de mammifère sont cultivées dans des flasques ou des boites de Petri de diamètres variés, avec du SVF et du milieu DMEM et incubées à 37 °C dans une atmosphère de 5 % en dioxyde de carbone et en présence d'eau pour avoir une humidité constante. Les cellules en culture vont alors croître jusqu'à tapisser entièrement le fond de la flasque ou de la boîte de Petri. En temps normal, par exemple pour une culture de cellules de type HeLa recouvrant 10 % de la surface de culture, il faudra entre deux et trois jours pour atteindre 100 % de confluence. Si rien n'est envisagé à ce stade, la nourriture commence à se raréfier et les cellules commencent à mourir ; de plus les cellules qui sont amenées à se développer sans s'adhérer mourront plus vite et ne pourront pas être repiquées. Un passage est donc nécessaire, c'est-à-dire que l'on va repiquer les cellules dans une nouvelle flasque avec du milieu de culture neuf. 
La manipulation se déroule ainsi. Le milieu appauvri est enlevé, généralement à l'aide d'une pipette reliée à une pompe à vide. Les cellules sont lavées avec un tampon phosphate salin appelé PBS (phosphate buffered salin), ensuite une solution de trypsine est ajoutée afin de décoller les cellules du fond de la flasque (laisser agir deux minutes à 37 °C dans l'incubateur). Ensuite on ajoute du milieu additionné de SVF (contenant des inhibiteurs de la trypsine) et l'on opère des aspirations refoulements avec une pipette pour au maximum individualiser les cellules. On poursuit en prélevant un dixième du volume de suspension cellulaire contenue dans la flasque, et on les dépose dans une  nouvelle flasque stérile contenant du milieu DMEM neuf. On termine en plaçant la flasque dans l'incubateur. Et le cycle recommence jusqu'au prochain passage. Le restant de cellules est éliminé dans une solution javellisée pour tuer ces dernières.
Pour de meilleurs résultats, le passage devra s'effectuer avant d'arriver à 100 % de confluence.